# Џејсон Стејтам
Џејсон Стејтам (Дарбишир, 26. јул 1967) британски је глумац и продуцент. Познат је по улогама Франка Мартина у серијалу Транспортер (2002—2008), Декарда Шоа у серијалу Паклене улице (2013—2023) и по улози Лија Крисмаса у серијалу Плаћеници (2010—2022).

## Биографија
Рођен је у Лондону као син барског певача и плесачице. У детињству је играо фудбал и био улични забављач, а бавио се скоковима у воду. Био је 12 година члан британске репрезентације па је на Светском првенству 1992. године заузео 12. место.
Стејтама је открио редитељ Гај Ричи док је овај радио као модел. Године 1998. дао му је улогу у свом филму Две чађаве двоцевке, чиме је Стејтам постао глумац практично без икаквог глумачког образовања. Следила је улога у још једном Ричијевом филму, Снеч из 2000. године. Након што је филм зарадио преко 80 милиона долара, Стејтаму су била отворена врата Холивуда па је 2001. глумио у два филма: Једини са Џет Лијем и Духови са Марса са Ајс Кјубом.
Можда најпознатија Стејтамова улога је она у филму Транспортер из 2002. где глуми професионалног возача Френка Мартина, који се сукобљује са мафијом. Снимљена су и два наставка филма, Транспортер 2 (2005) и Транспортер 3 (2008)

## Филмографија
| Улоге Џејсона Стејтама |                                          |               |                                   |          |
| Година                 | Српски назив                             | Изворни назив | Улога                             | Напомена |
| 1998.                  | Две чађаве двоцевке                      |               | Бејкон                            |          |
| 2000.                  | Снеч                                     |               | Туркиш                            |          |
| 2000.                  | Појава                                   |               | господин Би                       |          |
| 2001.                  | Духови са Марса                          |               | наредник Џерико Батлер            |          |
| 2001.                  | Један једини                             |               | агент Еван Фанш                   |          |
| 2001.                  | Опака машина                             |               | Монах                             |          |
| 2002.                  | Тајландски бокс: свака борба је пресудна |               | приповедач                        |          |
| 2002.                  | Транспортер                              |               | Френк Мартин                      |          |
| 2003.                  | Посао у Италији                          |               | Згодни Роб                        |          |
| 2004.                  | Колатерал                                |               | човек на аеродрому                |          |
| 2004.                  | Мобилни                                  |               | Итан Грир                         |          |
| 2005.                  | Транспортер 2                            |               | Френк Мартин                      |          |
| 2005.                  | Револвер                                 |               | Џејк Грин                         |          |
| 2005.                  | Лондон                                   |               | Бејтман                           |          |
| 2006.                  | Хаос                                     |               | детектив Квентин Конерс           |          |
| 2006.                  | Пинк Пантер                              |               | Ив Глуан                          |          |
| 2006.                  | Адреналин                                |               | Чев Челиос                        |          |
| 2007.                  | У име краља: Прича о опсади тамнице      |               | Фармер Дејмон                     |          |
| 2007.                  | Рат                                      |               | ФБИ агент Џон Крофорд             |          |
| 2008.                  | Пљачка банке                             |               | Тери Ледер                        |          |
| 2008.                  | Трка смрти                               |               | Џенсен Гарнер „Франкенштајн“ Ејмс |          |
| 2008.                  | Транспортер 3                            |               | Френк Мартин                      |          |
| 2009.                  | Адреналин 2: Високи напон                |               | Чев Челиос                        |          |
| 2010.                  | 13                                       |               | Џеспер Бегс                       |          |
| 2010.                  | Плаћеници                                |               | Ли Крисмас                        |          |
| 2011.                  | Механичар                                |               | Артур Бишоп                       |          |
| 2011.                  | Гномео и Јулија                          |               | Тибалт                            | глас     |
| 2011.                  | Блиц                                     |               | наредник Том Брант                |          |
| 2011.                  | Елита убица                              |               | Дени Брајс                        |          |
| 2012.                  | Шифра смрти                              |               | Лук Рајт                          |          |
| 2012.                  | Плаћеници 2                              |               | Ли Крисмас                        |          |
| 2013.                  | Паркер                                   |               | Паркер                            |          |
| 2013.                  | Паклене улице 6                          |               | Декард Шо                         |          |
| 2013.                  | Искупљење                                |               | Џои Џоунс                         |          |
| 2013.                  | Непријатељ пред вратима                  |               | Фил Брокер                        |          |
| 2014.                  | Плаћеници 3                              |               | Ли Крисмас                        |          |
| 2015.                  | Џокер: Дивља карта                       |               | Ник Вајлд                         |          |
| 2015.                  | Паклене улице 7                          |               | Декард Шо                         |          |
| 2015.                  | Шпијуни                                  |               | Рик Форд                          |          |
| 2016.                  | Механичар: Васкрсење                     |               | Артур Бишоп                       |          |
| 2017.                  | Паклене улице 8                          |               | Декард Шо                         |          |
| 2018.                  | Мегалодон: Предатор из далеких дубина    |               | Џонас Тејлор                      |          |
| 2019.                  | Паклене улице: Хобс и Шо                 |               | Декард Шо                         |          |
| 2023.                  | Операција Фортуна: Превара века          |               | Орсон Фортјун                     |          |
| 2023.                  | Мегалодон 2: Амбис                       |               | Џонас Тејлор                      |          |
| 2023.                  | Плаћеници 4                              |               | Ли Крисмас                        |          |
| 2024.                  | Пчелар                                   |               | Адам Клеј                         |          |
| 2025.                  | Опаки радник                             |               | Левон Кејд                        |          |